# Chylothorax
Een chylothorax is een vorm van pleuravocht. Een chylothorax is een abnormale toestand waarbij er lymfevloeistof (Grieks chylos) uit het lymfesysteem in de pleurale ruimte lekt. Dit kan bijvoorbeeld gebeuren bij een beschadiging van de ductus thoracicus. Het komt voor bij trauma als gevolg van een ongeluk, na operaties aan bijvoorbeeld het hart of de longaderen, of als gevolg van kanker (lymfoom).
De pleurale ruimte is de ruimte tussen het binnenste (viscerale) en het buitenste (pariëtale) longvlies (pleura). Normaal is deze ruimte leeg (een virtuele ruimte) op een dun filmpje pleuravocht tussen de longvliezen na. Normaal heerst er ook een onderdruk ten opzichte van de atmosferische druk. Hierdoor blijft de long deze ruimte maximaal vullen. De long op zich heeft immers de neiging om samen te trekken door haar elasticiteit.
Chylothoraces komen bij alle zoogdieren inclusief mensen voor. Behandeling van een chylothorax bij mensen houdt in het afvoeren van de overtollige vloeistof uit de lichaamsholten via zogeheten drainage om ophoping en schade aan organen, met name hinderen van de longfunctie door druk van de vloeistof in de borstholte, te voorkomen. Omdat het mechanisme dat verantwoordelijk is voor het ontstaan van een chylothorax nog slecht wordt begrepen, blijft de behandeling nogal onduidelijk. Het medicijn octreotide schijnt bij veel patiënten na enkele weken het lekken van de lymfevloeistof te bewerken. Soms wordt ook zogeheten pleurodese toegepast, waarbij kunstmatig een irritatie van de longen en de borstwand wordt opgewekt waardoor beide aan elkaar gaan kleven om zo de pleurale ruimte tot nul terug te brengen en uitlekken van lymfevloeistof onmogelijk te maken.